# 祁思禹
祁思禹（1936年—），男，河北正定人，中国卫星测控专家，中国人民解放军少将，曾任国防科工委西安卫星测控中心副总工程师，第五届全国政协委员。